# Campo Manin
Campo Manin, anteriorment anomenat Campo San Paternian (del nom de l' església de San Paternian que hi havia allà i que va ser enderrocada al segle XIX ) és una plaça de Venècia dedicada al patriota del mateix nom.
Al centre del campo hi ha el monument a Daniele Manin (1868) de Luigi Borro. El costat final oposat al canal està tancat pel Palau Nervi-Scattolin, seu de la Cassa di Risparmio di Venezia, que segons alguns constitueix una ruptura estilística en contrast amb els edificis restants, al disseny dels quals va contribuir Pier Luigi Nervi amb motiu del 150è aniversari del banc, que va tenir lloc el 1972. No gaire lluny del campo, al costat que dona cap al riu, s'alça el Palau Contarini del Bovolo.

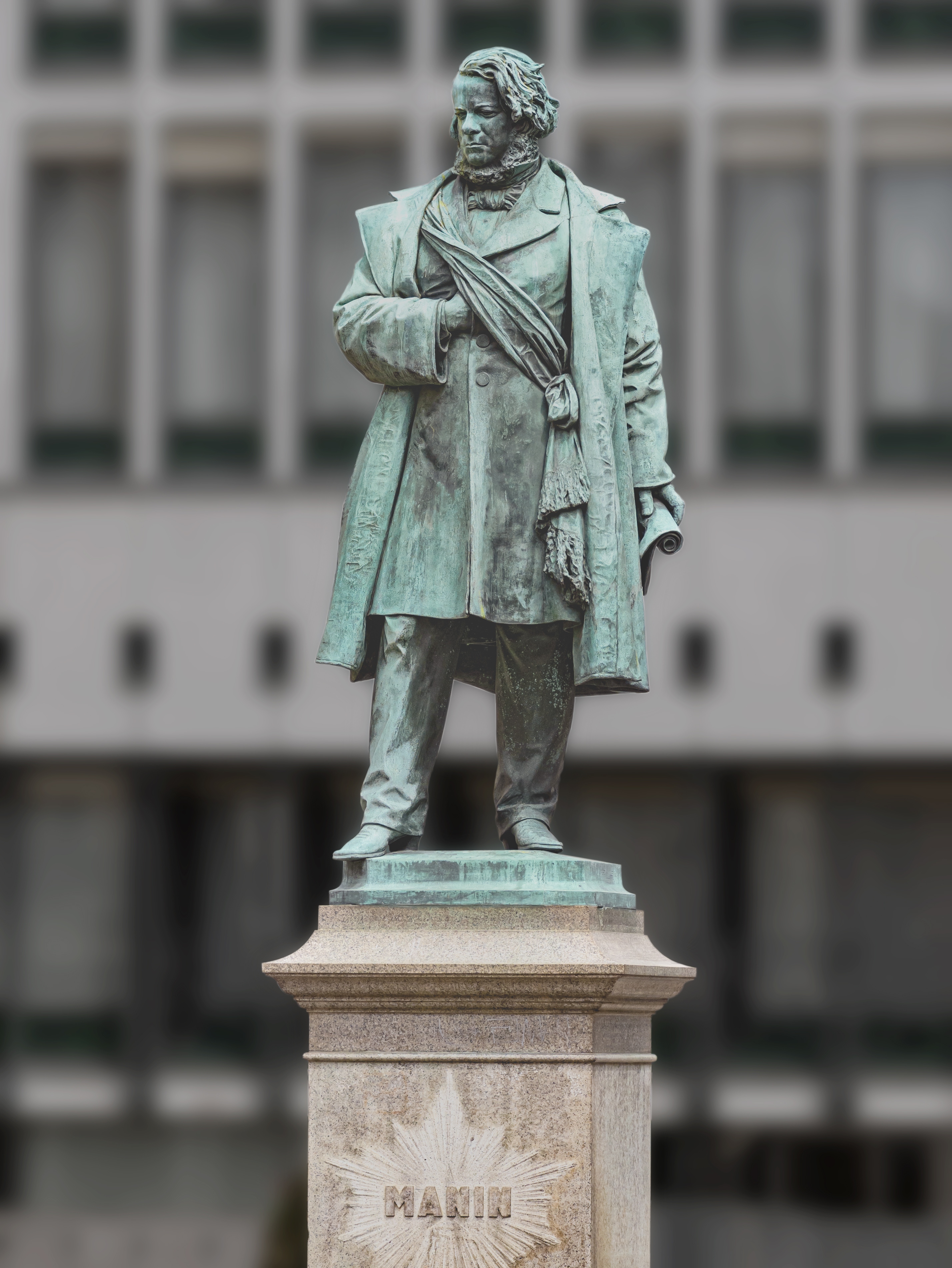
Monument a Daniele Manin